# Parafia św. Mikołaja Biskupa w Lubzinie
Parafia  pw. św. Mikołaja Biskupa w Lubzinie – parafia rzymskokatolicka z siedzibą w Lubzinie, znajdująca się w diecezji tarnowskiej w dekanacie Pustków-Osiedle. Erygowana w XII wieku. Mieści się pod numerem 55. Prowadzą ją księża diecezjalni.

## Historia parafii
Powstanie parafii Lubzina fundacji opactwa cystersów w Koprzywnicy datuje się na 1277 r.
Parafia od początku istnienia aż do 1786 r. należała do diecezji krakowskiej. W XIV w. przynależała do dekanatu Dębica i posiadała wówczas 515 mieszkańców. W XVI i XVII w. należała już do dekanatu Mielec. W 1786 roku znajdowała się w obrębie dekanatu mieleckiego i wraz z nim przynależała do archidiakonatu sądeckiego. Miała ona wówczas za patrona św. Mikołaja, obchodziła jeden odpust (6 grudnia), liczyła 2200 mieszkańców.
Do parafii należy również, wybudowana w 1992 roku, kaplica pw. bł. Karoliny Kózkówny w Brzezówce.
Proboszczem parafii od 10 sierpnia 2024 roku jest ks. Paweł Lis.